# Jamnica
Jamnica (Ямница) — крупнейшая хорватская компания по добыче и розливу минеральной воды и производству натуральных соков и других напитков. Компания основана в 1828 году, в 1992 году приобретена холдингом Agrokor. Суммарное производство воды и напитков — 400 миллионов литров в год, что делает компанию Jamnica крупнейшим производителем такого рода в Юго-Восточной Европе. Минеральная вода компании Jamnica кроме стран Центральной и Западной Европы поставляется в США и Японию. Существуют планы выхода на российский рынок
Основной продукт компании — минеральная вода Jamnica и Jana, названная по имени минеральных источников, расположенных в бассейне Купы в общине Писаровина. Кроме того, компании Jamnica принадлежат два завода по розливу минеральной воды в соседних странах — Sarajevski Kiseljak в Боснии и Герцеговине и Fonyódi в Венгрии.
Соки, произведённые компанией, продаются под брендом Juicy, напитки на основе соков под маркой Juicy Fruits.

## История
В 1772 году источник природной газированной воды Ямница около Купы был включён в реестр минеральных вод императрицей Марией-Терезией. В 1823 году было проведено первое химическое исследование образцов воды. 18 октября 1828 года была выпущена первая партия бутылок с минеральной водой Ямница, предназначенная для продажи. Этот день считается датой основания компании.
В 1899 году построен завод по промышленному розливу воды. Производство работало непрерывно до Второй мировой войны, после войны работа предприятия возобновилась в 1961 году. В течение 60-70 годов XX века было существенно расширено и модернизировано производство, пробурено несколько новых скважин. В 80-е годы линия продукции была расширена за счёт фруктовых напитков и напитков для спортсменов.
В 1991 году фабрика была обстреляна в ходе войны в Хорватии, производство было остановлено. Годом позже компания Jamnica была приобретена холдингом Agrokor, который начал деятельность с восстановления завода и возобновления розлива воды. В 1999 году завершено строительство завода по производству соков Juicy в городе Ястребарско, в 2000 году компания приобретает боснийское предприятие Sarajevski Kiseljak, в 2004 — венгерскую фирму Fonyódi. В 2008 году ассортимент компании существенно расширен после начала выпуска разнообразных безалкогольных напитков.
Продукция компании завоевала ряд наград в XIX, XX и XXII веке, в частности награду выставки Aqua Water Expo 2003 в Париже.

## Структура и показатели

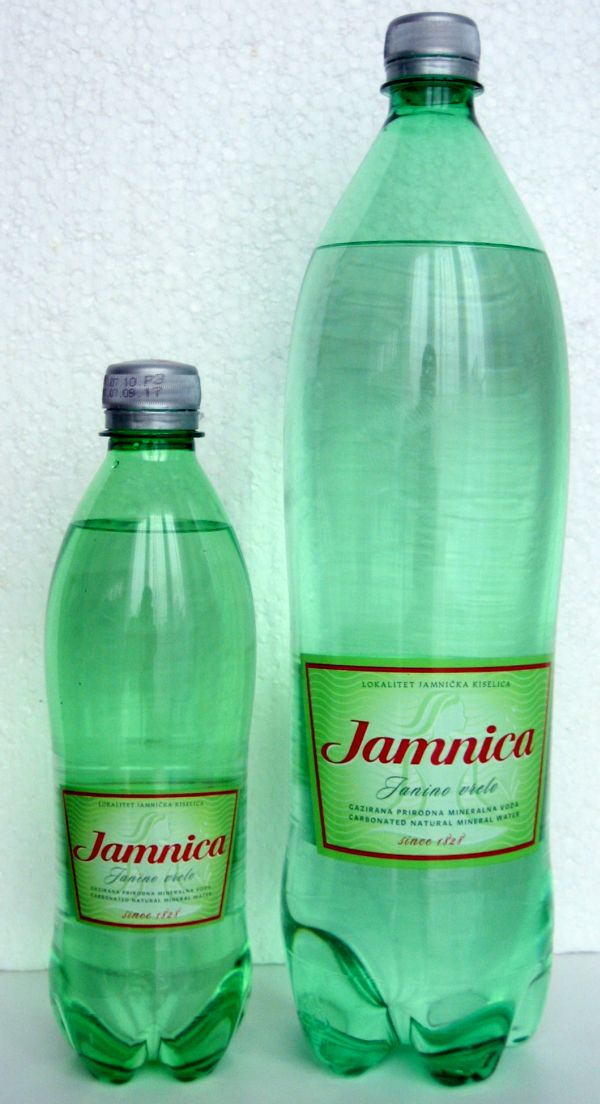
Бутылки воды Ямница 0,5 и 1,5 литра

Jamnica — дочерняя компания крупнейшей частной компании Хорватии Agrokor. Компания Jamnica имеет независимый листинг на Загребской фондовой бирже, однако не входит в число 25 компаний, включённых в ключевой хорватский фондовый индекс CROBEX. Штаб-квартира располагается в Загребе. Общее число сотрудников 1136 человек.
В 2011 году финансовые показатели компании были следующими: совокупный доход — 1,2 миллиарда хорватских кун, расходы — 1,1 миллиарда кун, операционная прибыль — 122 миллионов кун, чистая прибыль — 100 миллионов кун.

## Продукция

### Минеральная вода
- Jamnica — природная газированная вода. Не подвергается искусственной дополнительной газации.

Состав:
- - CO2 — 3.965 г/л
  - Суммарная минерализация — 3969.5 мг/л
  - Ca++ — 112.5 мг/л
  - Mg++ — 36.5 мг/л
  - Na+ — 936.1 мг/л
  - K+ — 31.8 мг/л
  - HCO3- — 2422.9 мг/л
  - Cl- — 269.8 мг/л
  - SO4-- — 134.9 мг/л
- Jana — негазированная столовая минеральная вода. Глубина источника — 800 метров

Состав:
- - CO2 — нет
  - Ca++ — 63 мг/л
  - Mg++ — 32.5 мг/л
  - Na+ — 2.2 мг/л
  - K+ — 0.8 мг/л
  - HCO3- — 354.7 мг/л
  - Cl- — 1.1 мг/л
  - SO4-- — 5.7 мг/л
- Sarajevski kiseljak
- Fonyódi
- Goda
- Mivela
- Akvia

### Соки и напитки
- Juicy — натуральные соки
- Juicy Fruits — напитки на основе витаминизированных соков
- Jamnica Pro Sport — изотонический напиток для активной деятельности и занятий спортом
- TO — соки, мультивитаминные нектары
- Jamnica Ledeni čaj — холодный чай с различными вкусами
- Sky — безалкогольные газированные напитки